# Riccio fluitantis-Lemnion trisulcae
Riccio fluitantis-Lemnion trisulcae (R.Tx. et A.Schwabe 1974 in R.Tx. 1974) – syntakson w randze związku należący do klasy Lemnetea minoris. Związek obejmuje tylko wodne zbiorowiska roślinne budowane przez drobne roślinne organizmy należące do pleustonu. 

## Charakterystyka
Zbiorowiska zgrupowane w tym związku są stabilniejsze niż zbiorowiska należące do związku Lemnion gibbae. Większą stabilność zawdzięczają głównie swej dwuwarstwowej strukturze. Gatunki pleustonowe - głównie: rzęsa drobna (Lemna minor) oraz niekiedy rzęsa garbata (Lemna gibba) i wolfia bezkorzeniowa (Wolffia arrhiza), tworzą warstwę powierzchniową. Pod warstwą powierzchniową znajduje się warstwa podwodna. Stanowi ona skupienie (prawie agregację) osobników z gatunku rzęsa trójrowkowa (Lemna trisulca). Warstwa ta czasem ma do 10 cm grubości. Należące do tego związku mezotroficzne zbiorowiska wykształcają się w wodach o obojętnym odczynie lub słabo kwaśnym. W stosunku do zespołów ze związku Lemnion gibbae zespoły tego związku występują w wodach z mniejszymi wartościami buforowości i przewodnictwa elektrycznego, a także zawartości azotanów, natomiast o większej zawartości związków humusowych oraz mniejszym stopniu zanieczyszczenia. Związek ten obejmuje trzy zespoły.
WystępowanieZbiorowiska należące do tego związku są dość częste w Polsce. Można je często spotkać na powierzchni wód stojących i wolno płynących. Często występują w kompleksie z wyżej uorganizowanymi zbiorowiskami roślin wodnych i szuwarów nadbrzeżnych
Charakterystyczna kombinacja gatunków
ChCl., ChO. : rzęsa drobna (Lemna minor), spirodela wielokorzeniowa (Spirodela polyrhiza), wolfia bezkorzeniowa (Wolffia arrhiza)
ChAll. : rzęsa trójrowkowa (Lemna trisulca), wgłębka wodna (Riccia fluitans) s.lato, wgłębik pływający (Ricciocarpos natans)
Podkategorie syntaksonomiczne
W obrębie syntaksonu wyróżniane są następujące zespoły występujące w Polsce:
- Lemnetum trisulcae
- Ricciocarpetum natantis
- Riccietum fluitantis